# Оливер Ковачевич
Оливер Ковачевич (на сърбохърватски: Oliver Kovačević) е сръбски футболист. Роден е на 29 октомври 1974 в Сплит в днешна Хърватска. Играе като вратар. От януари 2006 г. е играч на ЦСКА (София). Има три мача за Сърбия и Черна гора. Играл е за белградските отбори „Милиционар“ през 1996-2001 и за „Железник“ през 2001-2005 г. Носител на Купата на България и Суперкупата на България за 2006 г.